# Équipe des Pays-Bas de rink hockey
L'équipe des Pays-Bas de rink hockey est la sélection nationale qui représente les Pays-Bas en rink hockey.

## Équipe actuelle
Effectif pour le championnat du monde 2015
| Nom                 | Poste           | Club                              |
| ------------------- | --------------- | --------------------------------- |
| Joey van den Dungen | Gardien         | SC Bison Calenberg (D1 allemande) |
| Jim Verharen        | Gardien         | Zaanse RC                         |
| Robbie van Dooren   | Joueur de champ | Valkenswaardse RC                 |
| Niels Janssens      | Joueur de champ | Valkenswaardse RC                 |
| Dave Holtzer        | Joueur de champ | Valkenswaardse RC                 |
| Stan Holtzer        | Joueur de champ | Valkenswaardse RC                 |
| Rico van den Dungen | Joueur de champ | SC Bison Calenberg (D1 allemande) |
| Alexander Nottebohm | Joueur de champ | RESG Walsum (D1 allemande)        |
| Eric Vives Boersma  | Joueur de champ | HC Piera (D2 allemande)           |
| Cesar Vives Boersma | Joueur de champ | Igualada HC (D1 espagnole)        |

Entraîneur :  Marty van den Brand